# Venus y Cupido (Lotto)
Venus y Cupido (en italiano: Venere e Cupido) es un cuadro en óleo sobre tela (92,4x111,4 cm) de Lorenzo Lotto, fechado alrededor de 1530 y conservado en el Museo Metropolitano de Arte en Nueva York.

## Historia
La obra es conocida desde 1918 y se ignora su destino original. Publicada en una incisión insertada por Salomon Reinach en el Repertorio de pinturas de la Edad Media y el Renacimiento, reapareció en 1986, cuando lo compró el museo estadounidense.
Las hipótesis más creíbles vinculan el cuadro a una ocasión matrimonial, a juzgar por los numerosos símbolos nupciales y eróticos. Presumiblemente de los cónyuges Gerolamo Brembati, hijo del conde Leonino Brembati y su esposa Lucina de quienes el artista había hecho unos retratos, con Caterina hija de Pietro Suardi, dos familias ricas e importantes en el Bérgamo de los primeros años del siglo XVI y que tenían estrechos vínculos con el artista veneciano.

## Descripción y estilo
Una tela roja atada a un árbol con hiedra proporciona el fondo, mientras Venus está en el suelo recostada desnuda sobre un paño azul con Cupido de pie cerca. Los objetos dispersos por todos lados tienen varios significados alegóricos, desde la fecundidad (cornucopia), hasta el matrimonio (el mirto de la guirnalda), a la feminidad (la concha, los pétalos de rosa). El mismo peinado de la diosa, con diadema y velo, era típico de las novias venecianas del siglo XVI. Un símbolo de pureza es el pendiente con una perla. Cupido orina alegremente, sujetando su pene con la mano derecha, a través de la guirnalda que la diosa sujeta con una cinta en su mano izquierda y de la que cuelga un quemador de incienso encendido, hasta el vientre de Venus, una clara alusión erótica a la fertilidad, y que parecería cómica a los espectadores contemporáneos.
La diosa, que se remonta a la Venus dormida de Giorgione, muestra sin preocupación su desnudez, despierta y consciente, mirando al espectador a los ojos. Delante de ella, una vara y una serpiente. La diosa parece, por lo tanto, bendecir a la pareja que está por casarse, deseándoles fertilidad, pero vigilando los peligros escondidos, como la serpiente. La hiedra es, en cambio, un símbolo del amor eterno.